# TRIPS
Porozumienie w sprawie Handlowych Aspektów Praw Własności Intelektualnej (ang. Agreement on Trade-Related Aspects of Intellectual Property Rights, TRIPS) – załącznik do porozumienia w sprawie utworzenia Światowej Organizacji Handlu (WTO). Porozumienie TRIPS, zawarte w 1994 r., przewiduje stosowanie zasady równego traktowania podmiotów wszystkich krajów członkowskich TRIPS, w zakresie ochrony własności intelektualnej (podmioty innych krajów członkowskich mają być traktowane nie mniej korzystnie niż własne podmioty).
Jakakolwiek korzyść, udogodnienie, przywilej lub zwolnienie, przyznane przez kraj członkowski TRIPS podmiotom innego kraju, będzie przyznane niezwłocznie i bezwarunkowo podmiotom wszystkich krajów-członków Porozumienia (zasada największego uprzywilejowania).
Porozumienie TRIPS reguluje wszystkie obszary własności intelektualnej, tj. ochronę dla praw autorskich i pokrewnych, w tym ochronę programów komputerowych i zbiorów danych oraz ochronę wykonawców, producentów fonogramów (nagrań dźwiękowych) i organizacji nadawczych, patentów, praw do wzorów przemysłowych, znaków towarowych, geograficznych oznaczeń pochodzenia towarów, topografii układów scalonych, a także ochronę poufnego know-how.
Celem Porozumienia TRIPS jest ochrona oraz dochodzenie i egzekwowanie praw własności intelektualnej, co powinno przyczynić się do promocji innowacji technicznych oraz transferu i upowszechniania technologii, ze wzajemną korzyścią dla producentów i użytkowników wiedzy technicznej, w sposób sprzyjający zrównoważeniu praw i obowiązków.
Polska, jako jedno z państw założycielskich WTO, przystąpiła do porozumienia TRIPS w r. 1994. Ustawa o prawie autorskim i prawach pokrewnych po nowelizacji z 9 czerwca 2000 r. spełnia wymogi porozumienia.